# Hypocometa titanis
Hypocometa titanis är en fjärilsart som beskrevs av Louis Beethoven Prout 1925. Hypocometa titanis ingår i släktet Hypocometa och familjen mätare. Inga underarter finns listade i Catalogue of Life.